# 弗拉基米尔·拉祖瓦耶夫
弗拉基米尔·尼古拉耶维奇·拉祖瓦耶夫（1900年1月16日—1980年8月5日），苏联军事将领、外交官，陆军中将军衔。苏德战争期间曾任军参谋长、副军长、方面军参谋长、司令员，明斯克军区司令员。朝鲜战争期间任驻朝鲜特命全权大使。

## 生平
- 1900年1月3日（格里历：1月15日）生于库尔斯克省阿列克谢耶夫卡村的一个农民家庭。1921年4月起参加红军。1924年加入联共（布）。1934年毕业于伏龙芝军事学院。1939年毕业于总参军事学院。
- 1939年-1940年，第9集团军参谋长，参与苏芬战争。
- 1940年-1941年，外高加索军区副参谋长，上校军衔。
- 1941年-1942年3月，外高加索方面军副参谋长。
- 1942年3月-10月，克里米亚方面军副参谋长兼作战部长、北高加索方面军副参谋长兼行动部长、黑海集群副参谋长兼作战部长。1942年5月晋升陆军少将军衔。
- 1942年10月-1943年1月，第37军参谋长。
- 1943年1月-4月，第44集团军参谋长。
- 1943年4月-8月，第2近卫军参谋长。
- 1943年8月-11月，第44集团军参谋长。
- 1943年11月-1944年2月，第28军副军长。
- 1944年2月-1945年1月，第51军副军长，乌克兰第4方面军副司令。1944年10月晋升中将军衔。
- 1945年1月-7月，任第1突击军司令。先后参加罗斯托夫、顿巴斯、梅利托波爾、尼科波尔-克里沃罗格、克里米亞、库尔兰等战役战斗。1944年4月解放辛菲罗波尔[3]。1945年6月24日参加胜利日大游行[4]。
- 1945年7月-1946年2月，明斯克军区司令员[5]。
- 1946年7月-1950年12月，苏联武装力量第一副总军事监察员。
- 1950年12月-1953年7月，驻朝鲜民主主义人民共和国特命全权大使兼朝鲜人民军总司令部首席军事顾问。
- 1954年10月-1956年10月，苏联国土防空军参谋长。
- 1956年10月-1968年9月，总参军事学院防空系主任。
- 1968年9月起退休。
- 1980年8月5日于莫斯科逝世，享年80岁。葬于第比利斯。

拉祖瓦耶夫是第2届苏联最高苏维埃联盟院代表。

## 军衔
- 少将（1942年5月13日）
- 中将（1944年10月31日）

## 荣誉
苏联：
- 列宁勋章（1946）
- 五次红旗勋章（1942,1943，1944,1951.5,1951.12）
- 一级苏沃洛夫勋章（1944）
- 二级苏沃洛夫勋章（1945）
- 二级库图佐夫勋章（1943）
- 三次红星勋章（1940,1968,1980）
- 红军建军二十周年奖章
- 纪念列宁诞辰一百周年奖章
- 保卫塞瓦斯托波尔奖章
- 保卫高加索奖章
- 1941-1945年伟大卫国战争战胜德国奖章
- 1941-1945年伟大卫国战争胜利二十周年奖章
- 1941-1945年伟大卫国战争胜利三十周年奖章
- 苏联武装力量老兵奖章
- 苏维埃陆军海军三十周年奖章
- 苏联武装力量四十周年奖章
- 苏联武装力量五十周年奖章
- 苏联武装力量六十周年奖章
- 莫斯科建城八百周年奖章

朝鲜：
- 一级国旗勋章
- 一级自由独立勋章

中国：
- 中苏友谊万岁奖章